# Miguel Gerónimo Suárez y Núñez
Miguel Gerónimo Suárez y Núñez († um 1792) war ein spanischer Publizist, Übersetzer und Gelehrter.

## Leben und Wirken
Suarez leitete von 1764 bis 1771 die Königlichen Seidemanufakturen in der Provinz Cádiz (in El Puerto de Santa María). Zu seinen weiteren beruflichen Verpflichtungen gehörten nicht näher umschriebene Tätigkeiten in Vergara und eine Anstellung als Lehrer in Madrid (zwischen 1769 und 1791).
Im Jahr 1769 wurde Suárez von der Junta General de Comercio in Barcelona gebeten, die Ordenanzas reales zur Fertigung von Seidenstoffen aus dem Jahre 1684 zu reformieren. Im Rahmen dieses Auftrags reiste Suárez nach Frankreich und brachte Juan Baptista Tuscón nach Spanien. Die Reform schlug jedoch fehl.
Weitreichendere Bekanntheit erlangte Suarez als Herausgeber von Memorias instructivas, y curiosas, das zwischen 1778 und 1791 in zwölf Bänden erschien und unterschiedliche Wissensgebiete behandelte und als „Medium praktischer Volksaufklärung“ betrachtet wird. Nach eigener Aussage war Suarez zudem Übersetzer von mindestens 15 französischen Werken ins Spanische, darunter sechs Bände der Description des arts et métiers, die von 1756 bis 1778 in Paris erschienen waren. Diese Übertragungen wurden in seiner Zeitschrift, aber teilweise auch eigenständig veröffentlicht.

## Werke und Übersetzungen
- Arte de sombrerero, Madrid : [s.n., s. a.] (en la Imprenta de Andres Ramirez ...). Original: Art de faire des chapeaux, Paris 1765.
- Arte de Barbero-peluquero-bañero que contiene el modo de cortas los cabellos. Original: Garsault, François-A. de, Art du perruquier, Paris 1767.
- Arte de la tintura de sedas, Madrid: Blas Roman 1771. Original: Art de la teinture en soie, París 1763.
- Arte de hacer las indianas de Inglaterra, los colores firmes para ellas, las aguadas ó colores liquidos para la pintura, Madrid: Imprenta Real de la Gazeta 1771. Original Art de faire de l'Indienne à l'instar d'Angleterre, París 1770.
- Arte de cultivar las moreras, el de criar los gusanos de seda, y curar sus enfermedades, y el de la hilanza de la seda en organcim, Madrid: Pedro Marín 1776.
- Arte de cerero, escrito en frances por Mr. Duhamel du Monceau; traducido de orden de la Junta General de Comercio, Moneda, y Minas... y aumentado con varias Notas, Madrid: Pedro Marín 1777. Original: Art du cirier, Paris 1762.
- Arte de hacer el papel segun se practica en Francia, y Holanda, en la China, y en el Japon, Madrid: Pedro Marín, 1778. Original: Art de faire le papier, Paris 1761.
- Memorias instructivas y curiosas sobre agricultura, comercio, industria, economía, chymica, botánica é historia natural, &c : sacadas de las obras que hasta hoy han publicado varios autores extrangeros, Madrid 1778–1791, 12 Bände (Band 1).
- Arte de teñir las lanas, sedas, hilo, y algodon, ó Compendio universal de la teorica, y practica de la tintura, Madrid : Pedro Marín, 1779. Original: Hellot, Art de la Teinture des laines, Paris 1750, 1772 und 1786.
- Arte de convertir el cobre en laton por medio de la piedra calamina, Madrid: P. Marín, 1779. Original: L'art de convertir le cuivre rouge ou cuivre de rosette, en laiton ou cuivre jaune, au moyen de la pierre calaminaire, Paris 1764.
- Ensayo sobre el blanqueo de los lienzos... publicado en inglés por el doctor Home... y traducidos al castellano por la versión francesa... Madrid: Pedro Marín 1779. Original: Essai sur le blanchissement des toiles, Paris 1762 [Englisches Original: Experiments on bleaching, Londres 1756 und 1771].
- Coleccion general de maquinas, escogidas entre las que hasta hoy se han publicado en Francia, Inglaterra, Italia, Suecia, y otras partes, Madrid: Pedro Marín, 1783 (Bd. I) und 1784 (Bd. II). Original: Gallon, Machines et inventions approuvées par l'Académie royale des sciences, Paris 1735–1777 (ohne Bandangabe).
- Elementos de quimica-theorica, Madrid: Pedro Marín 1784. Original: Eléments de chymie théorique, Paris 1749, 1751 und (2. Auflage) 1756.
- Tratado legal: theorico y practico de letras de cambio, Madrid: Joseph Doblado, 1788 (Bd. I) und 1789 (Bd. II) (Faksimile als PDF).
- Elementos de Quimica Docimastica para uso de los plateros, ensayadores, apartadores y afinadores ó Theoria quimica de todas la operaciones que se practican en las artes de la plateria, de ensayos y de afinacines, Madrid: Antonio Fernández 1791. Original: Eléments de chimie docimastique, à l'usage des orfèvres, essayeurs et affineurs, Paris 1786.
- El consuelo del christiano o motivos de la confianza en Dios en las diversas circustancias de la vida, 2 Bde., Madrid: Imprenta Real 1795 (posthum). Original: Roissard, Consolation du chrétien, ou motifs de confiance en Dieu dans les diverses circonstances de la vie, Paris 1775.